# Nicolas-Prosper Levasseur
Nicolas-Prosper Levasseur, né à Bresles en Picardie le 9 mars 1791 et mort à Paris le 7 décembre 1871, est un chanteur d'opéra français.

## Carrière
Il entre au Conservatoire de Paris le 29 décembre 1807 et fréquente la classe de chant de Pierre-Jean Garat à partir de 1811. Ses débuts à la scène ont lieu en 1813, dans le rôle du Pacha de La Caravane du Caire de Grétry. Il obtient un grand succès mais, curieusement, le public parisien le boude ensuite. Lassé de tant d'indifférence, il part pour Londres en 1816 et se produit au King's Theatre jusqu'en 1817.
En 1820, il se rend en Italie où il est engagé à la Scala. Son succès y est alors retentissant. Il peut alors retourner à Paris, précédé cette fois d'une flatteuse réputation, et il est immédiatement engagé au Théâtre italien de Paris, où il chante pendant cinq ans. En 1827, il rejoint l'Académie royale de musique, installée dans la salle Le Peletier. Il y crée notamment des opéras de Meyerbeer et d'Halévy. Médaillé de la Légion d'honneur en 1853, il est professeur au Conservatoire de Paris jusqu'en 1870.
Nicolas-Prosper Levasseur est inhumé au cimetière de Montmartre. Un portrait le représentant, peint par Marie-Ernestine Serret et exposé au Salon de 1839, est conservé dans les collections du Musée de la musique de Paris.

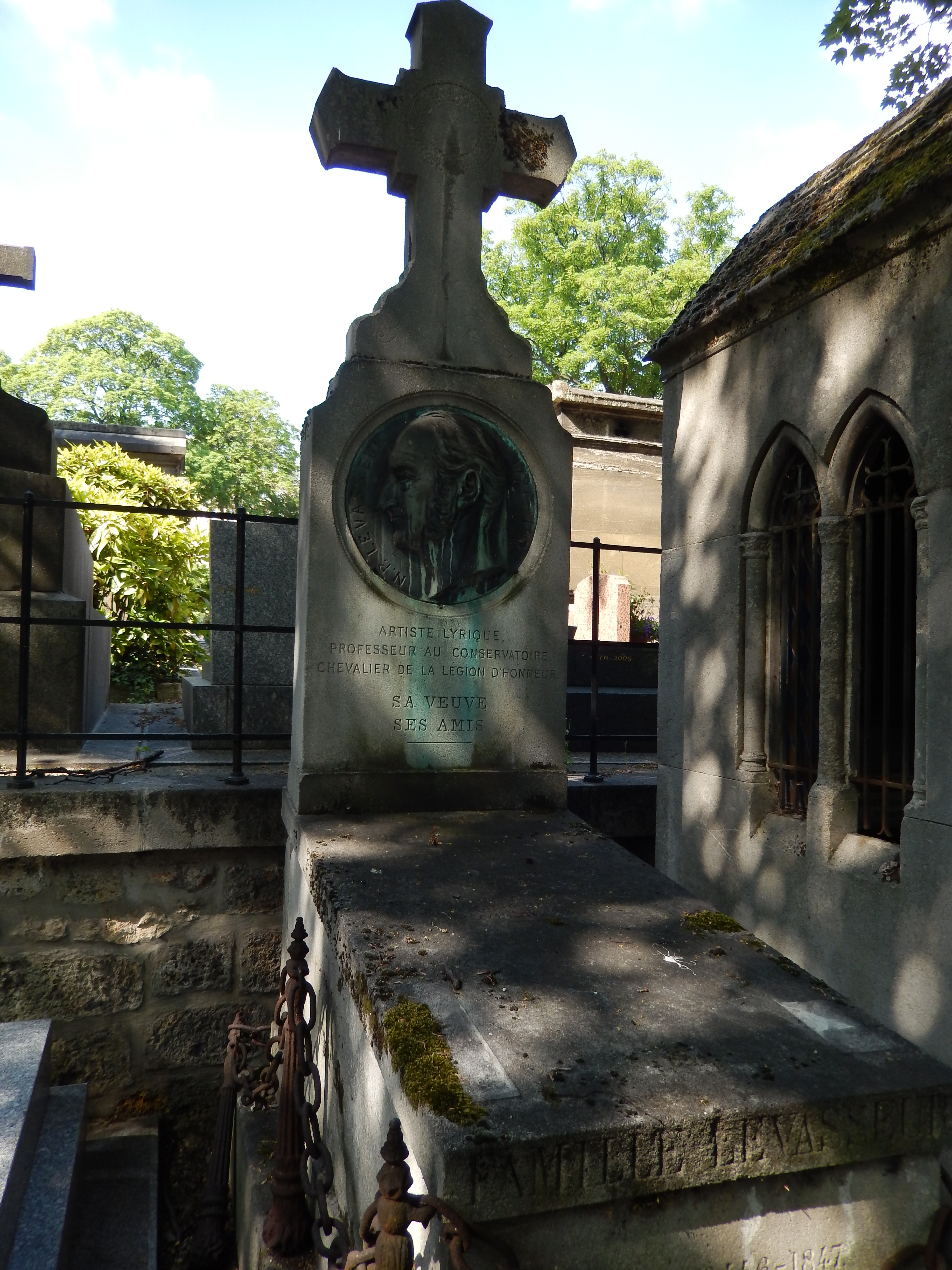
Tombe de Levasseur (cimetière de Montmartre, division 25)

## Portraits

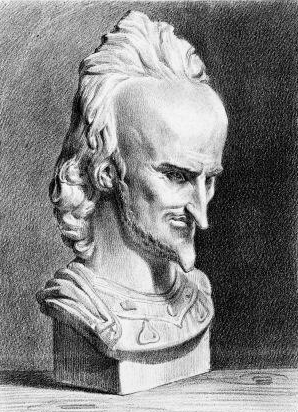
Levasseur par Grandville d'après un buste de Jean-Pierre Dantan
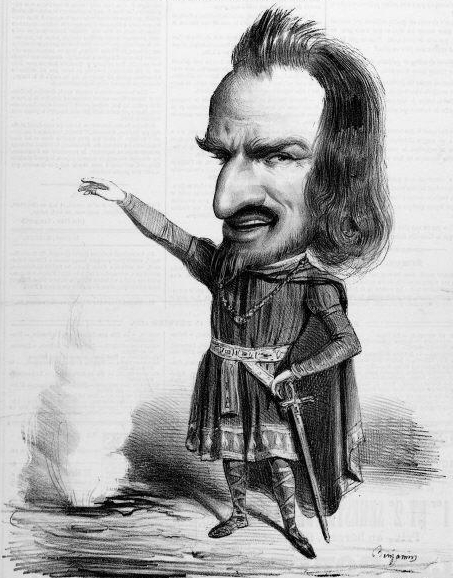
Levasseur dans le rôle de Bertram de Robert le Diable de Meyerbeer. Dessin de Benjamin paru dans Le Charivari.